# Беј Сент Луи (Мисисипи)
Беј Сент Луи (енгл. Bay St. Louis) град је у америчкој савезној држави Мисисипи.

## Демографија
По попису из 2010. године број становника је 9.260, што је 1.051 (12,8%) становника више него 2000. године.
| Група             | 2000.         | 2010.         |
| Белци             | 6.483 (79,0%) | 7.437 (80,3%) |
| Афроамериканци    | 1.362 (16,6%) | 1.175 (12,7%) |
| Азијати           | 91 (1,1%)     | 108 (1,2%)    |
| Хиспаноамериканци | 138 (1,7%)    | 332 (3,6%)    |
| Укупно            | 8.209         | 9.260         |